# Nyest (heraldika)

Futó nyest Szlavónia címerében

A nyest a heraldikában ritkán előforduló címerállat. Általában futó helyzetben ábrázolják. 
Értékes prémjét adófizetésre használták már az Árpád-korban, a nyest előfordulási területein, így Szlavóniában is melynek címerállata lett a nyest (horvátul kuna). Ezt fejezi ki Horvátország mai pénznemének elnevezése is.

## Kapcsolódó szócikk
Nyestprém